# Black Eagles
Le Black Eagles sono la pattuglia acrobatica nazionale della Daehan Minguk Gonggun, l'aeronautica militare della Corea del Sud.

## Storia
Dal 12 dicembre 1994 la pattuglia acrobatica della Repubblica di Corea ebbe in dotazione 6 velivoli Cessna A-37B Dragonfly da attacco leggero biposto, bimotore a getto.
In realtà già in precedenza più volte fu costituita una pattuglia acrobatica in seno alla ROKAF (Republic of Korea Air Force).
Negli anni 1953 e 1954 con 4 velivoli North American P-51D Mustang.
Nel 1956 il T33A Show flight team fu invece dotato dei Lockheed T-33 Shooting Star.
Dal 1959 al 1966 i Blue Sabres con 4 velivoli North American F-86 Sabre e dal 1966 al 1978 con 7 velivoli Northrop F-5A Freedom Fighter quando assunsero il nome di Black Eagles.
Dal 2007 hanno sospeso l'attività in attesa di ricominciare dal 2011 con i nuovi 8 velivoli KAI T-50B Golden Eagle in consegna entro dicembre 2010.
I T-50B sono velivoli specifici per la pattuglia acrobatica, derivati dal T-50 Golden Eagle che è un addestratore avanzato monomotore sviluppato da una joint venture tra Corea del Sud e Stati Uniti, progettato dalla K.A.I. (Korean Aerospace Industries) in collaborazione con la Lockheed Martin.
Il team di piloti, nelle stagioni fino al 2010, si è addestrato utilizzando gli aerei T-50 Golden Eagle dell'unità di addestramento del 1st Fighter Wing della ROKAF che li ha messi a disposizione della pattuglia acrobatica.